# 벨라루스의 재외공관 목록

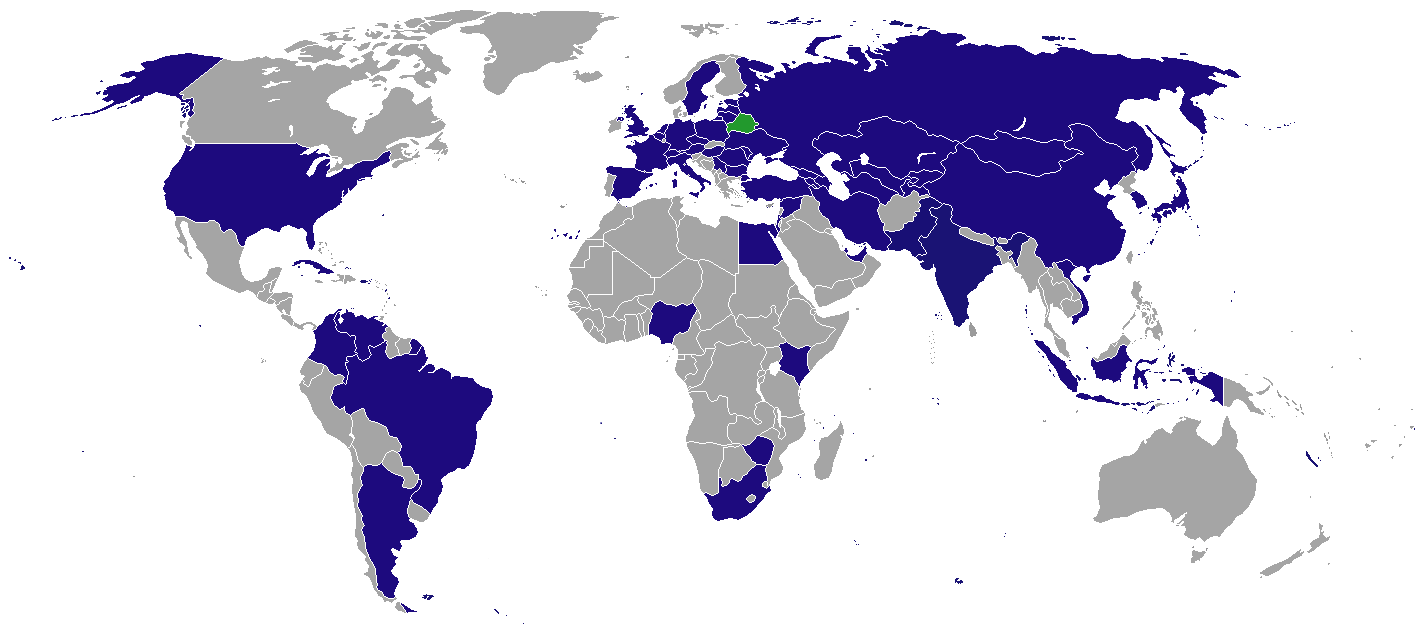
벨라루스의 재외공관

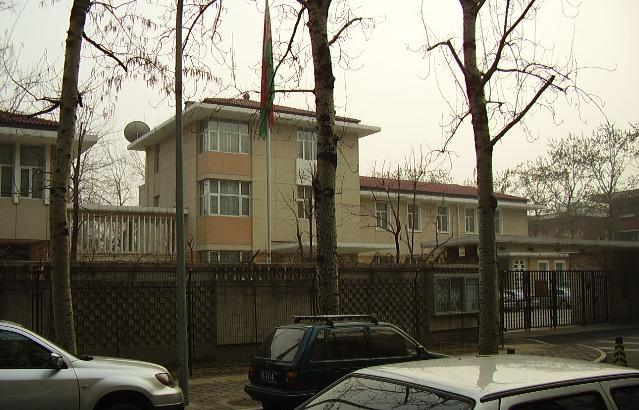
베이징 주재 벨라루스 대사관

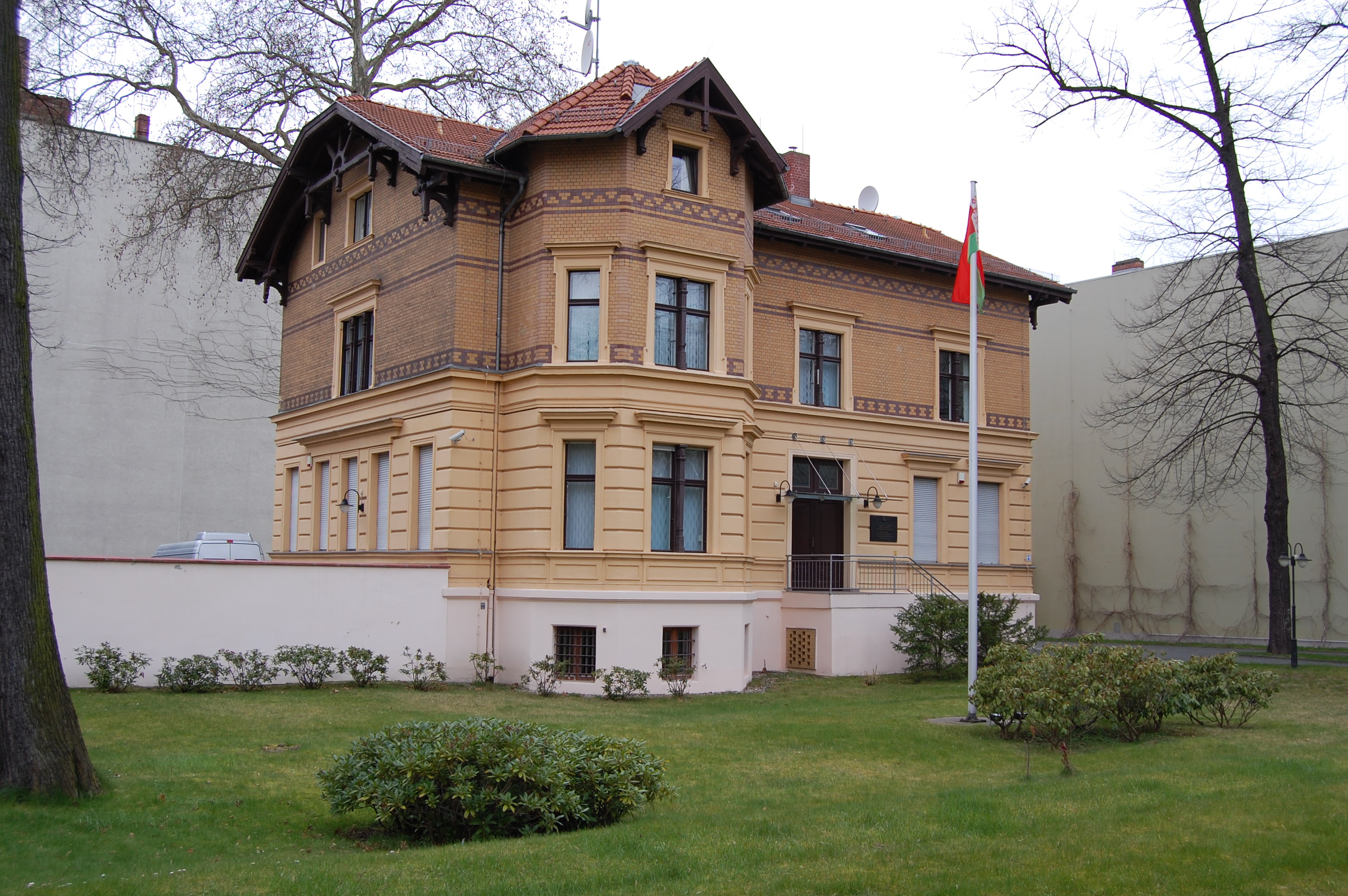
베를린 주재 벨라루스 대사관

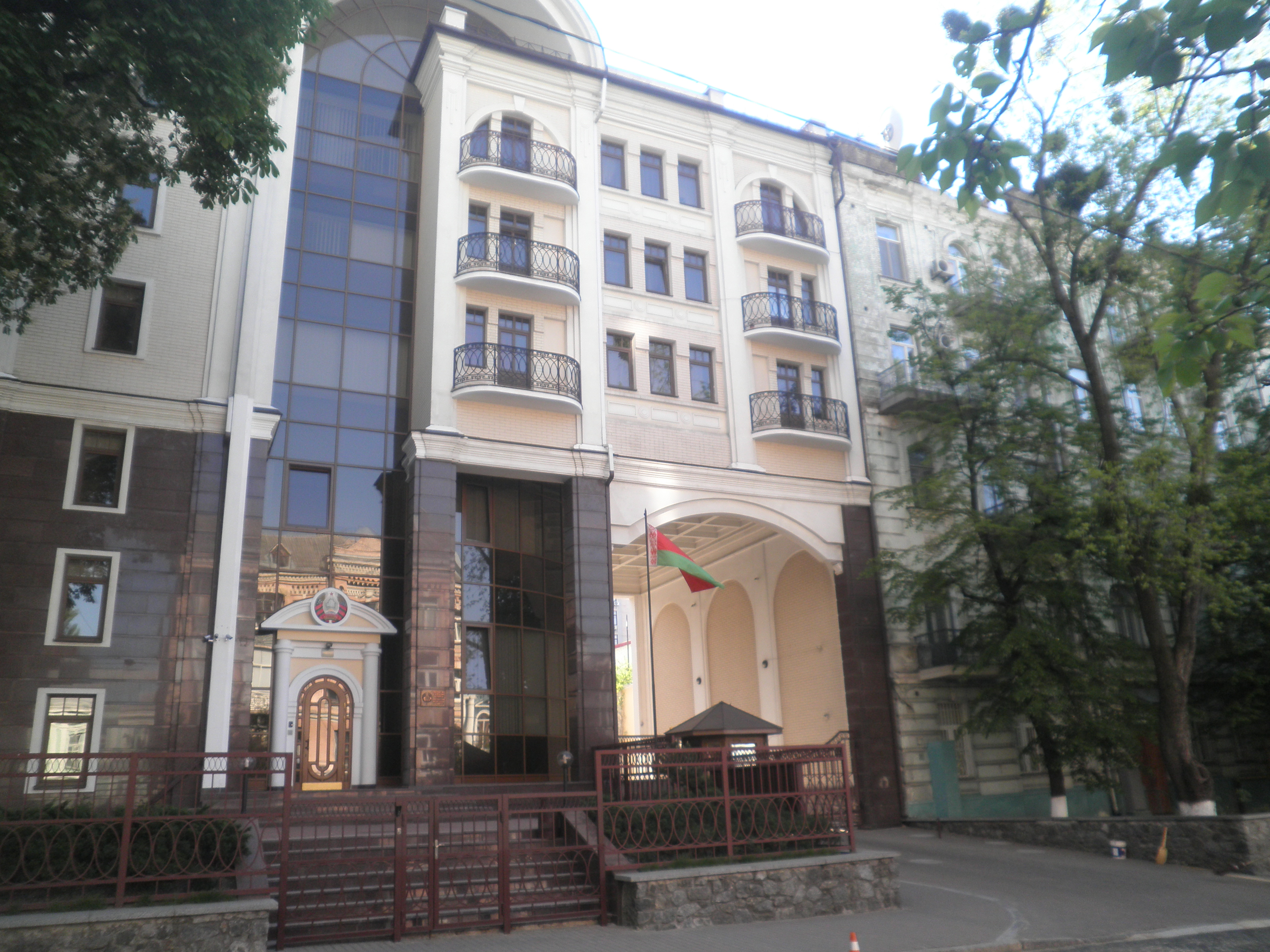
키예프 주재 벨라루스 대사관

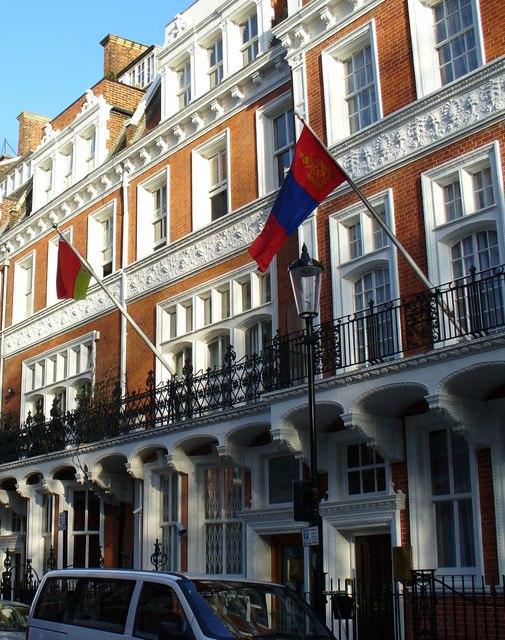
런던 주재 벨라루스 대사관

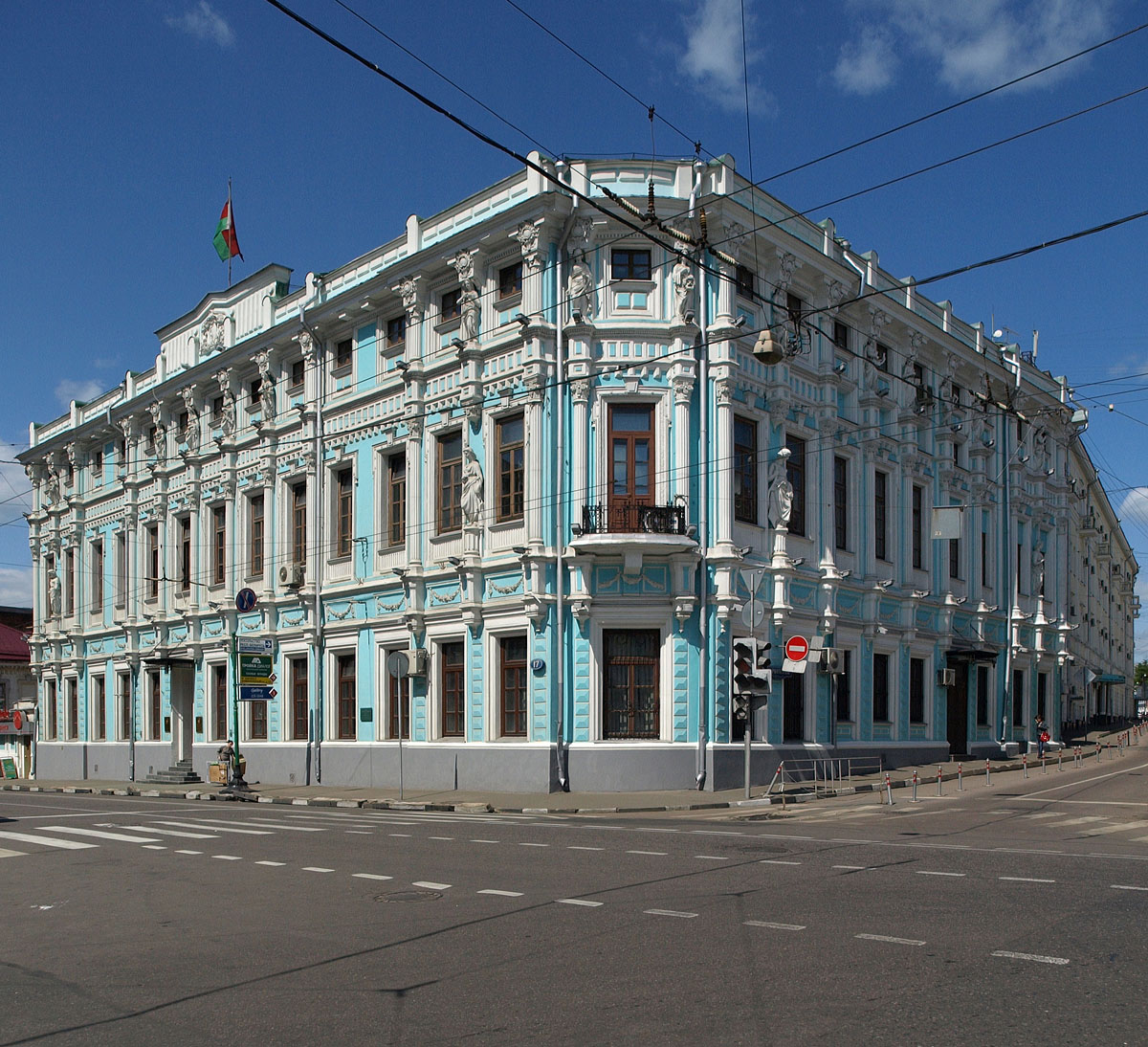
모스크바 주재 벨라루스 대사관

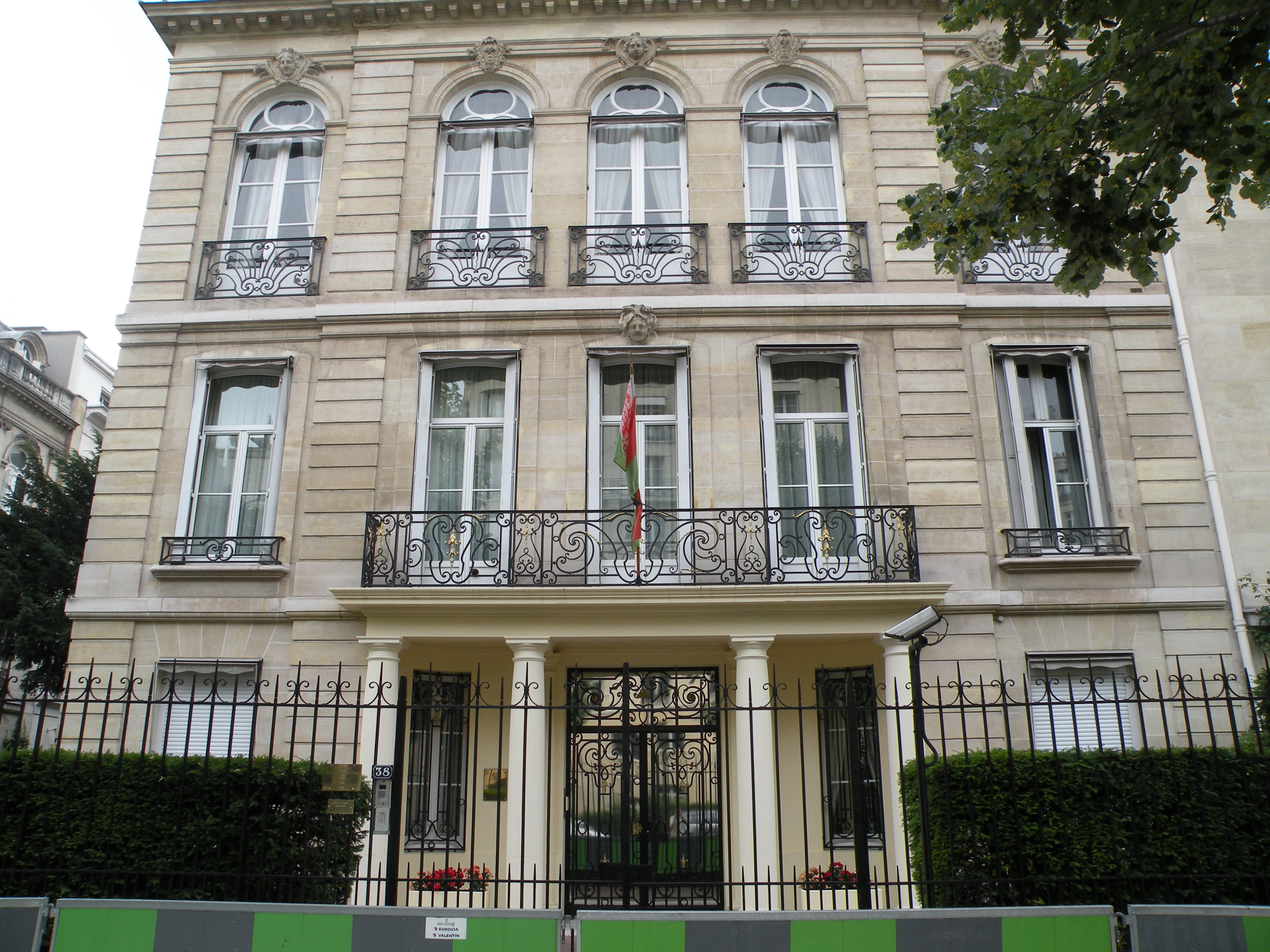
파리 주재 벨라루스 대사관

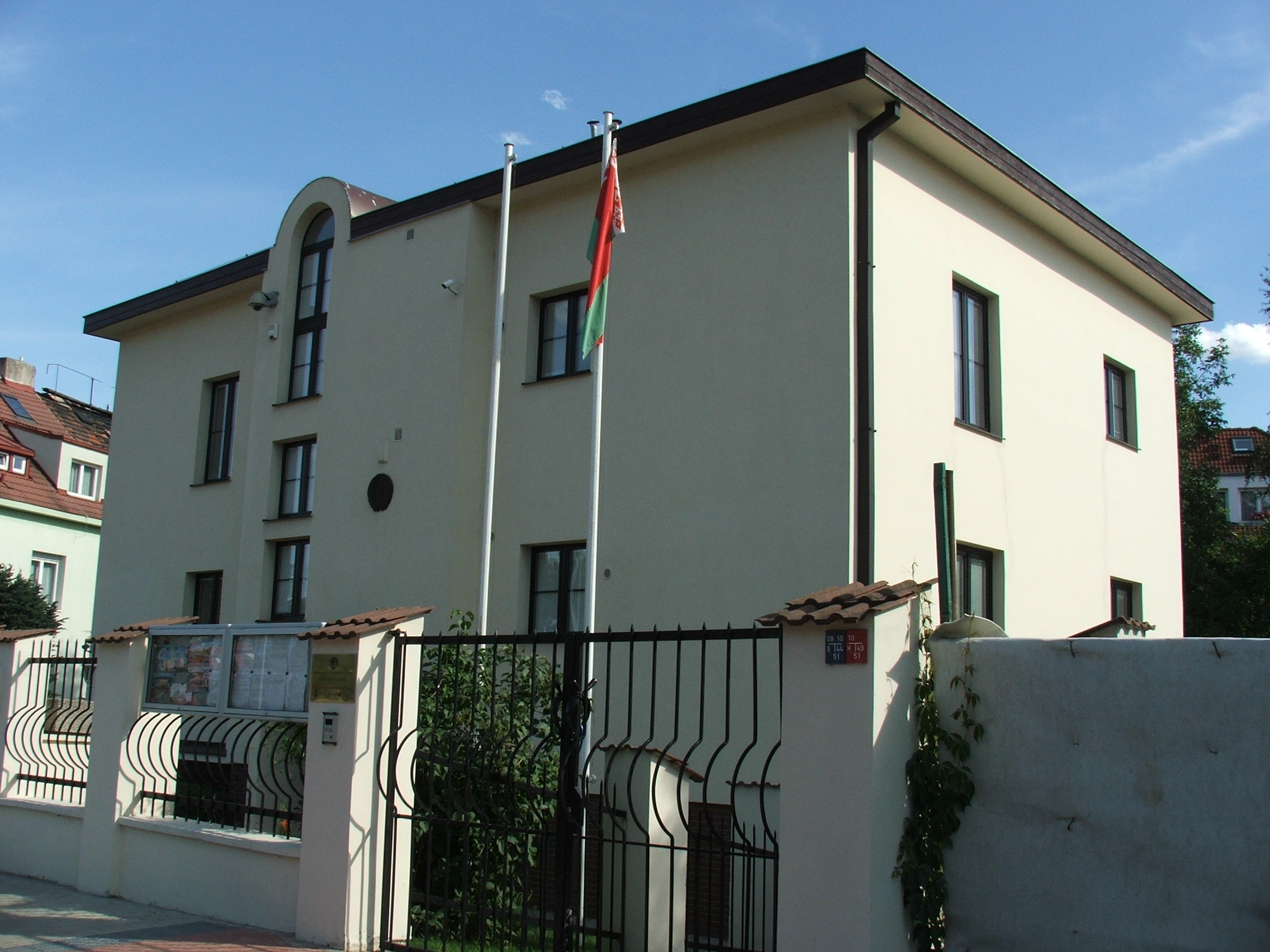
프라하 주재 벨라루스 대사관

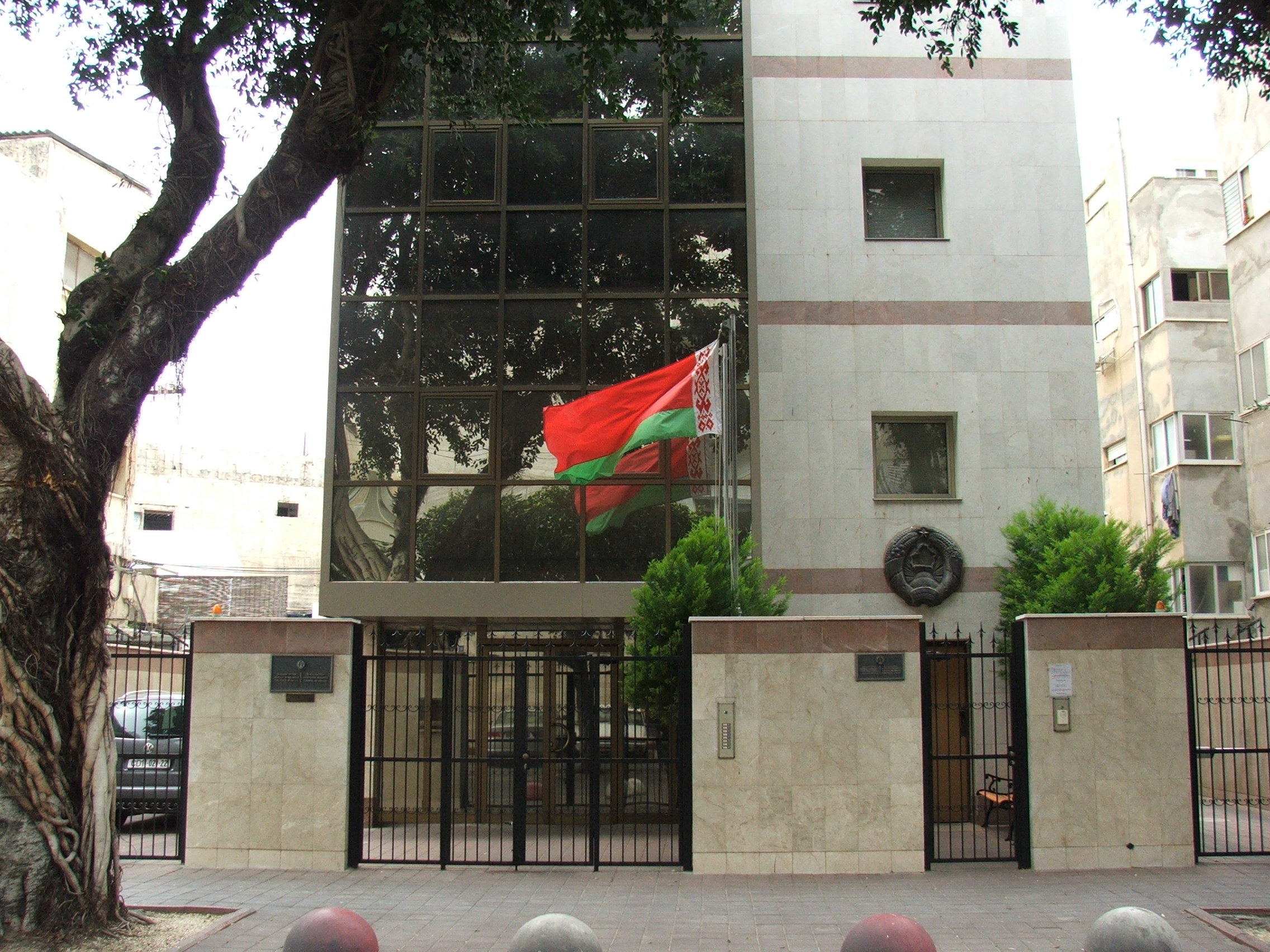
텔아비브 주재 벨라루스 대사관

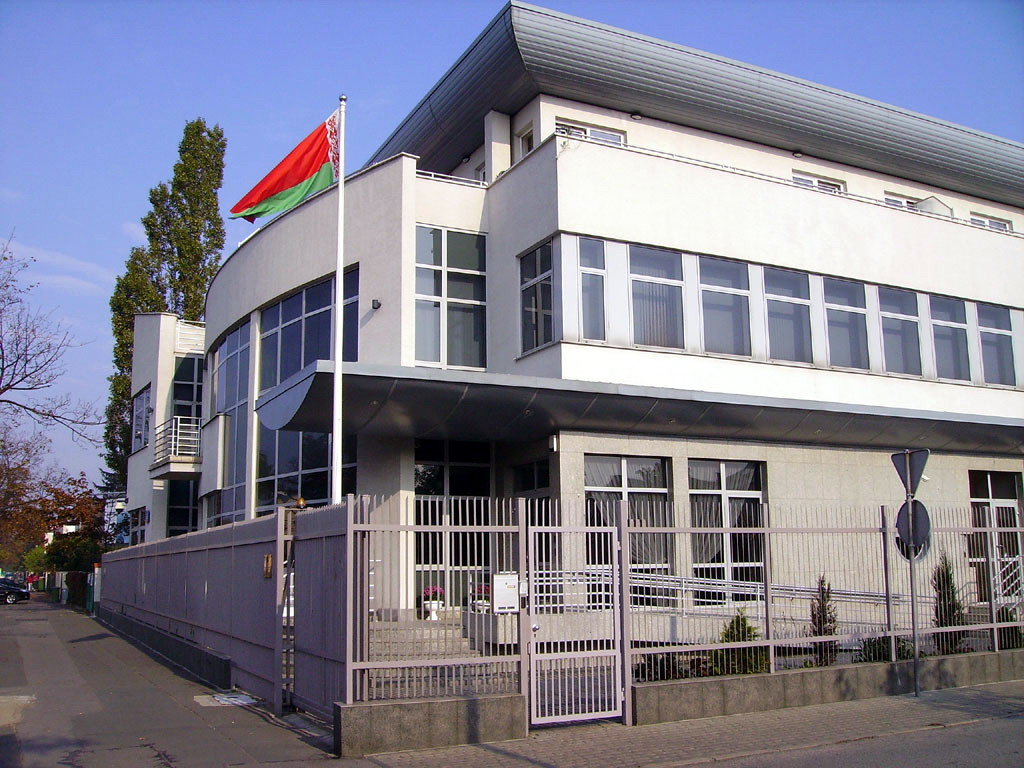
바르샤바 주재 벨라루스 대사관

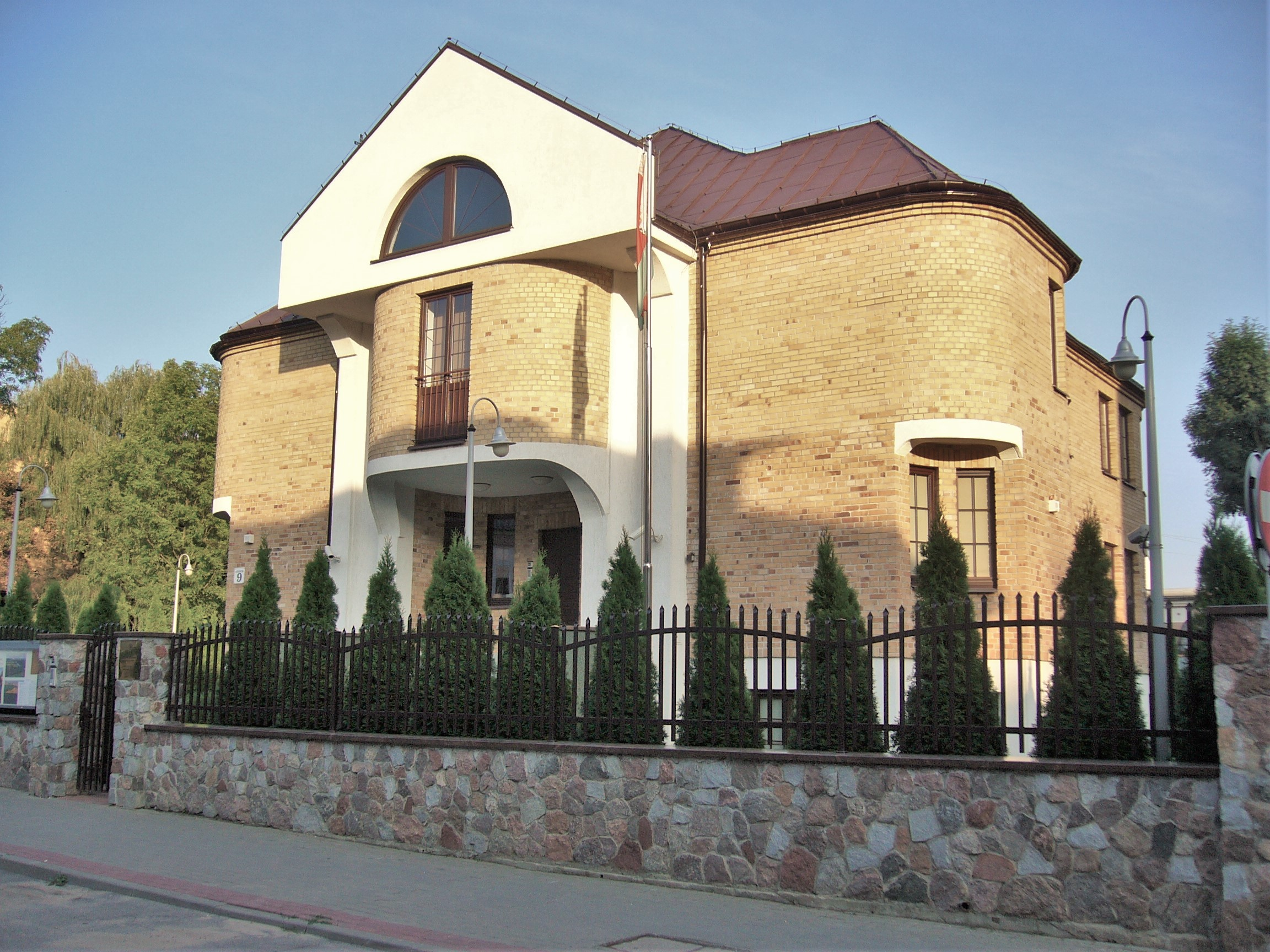
비아위스토크 주재 벨라루스 총영사관

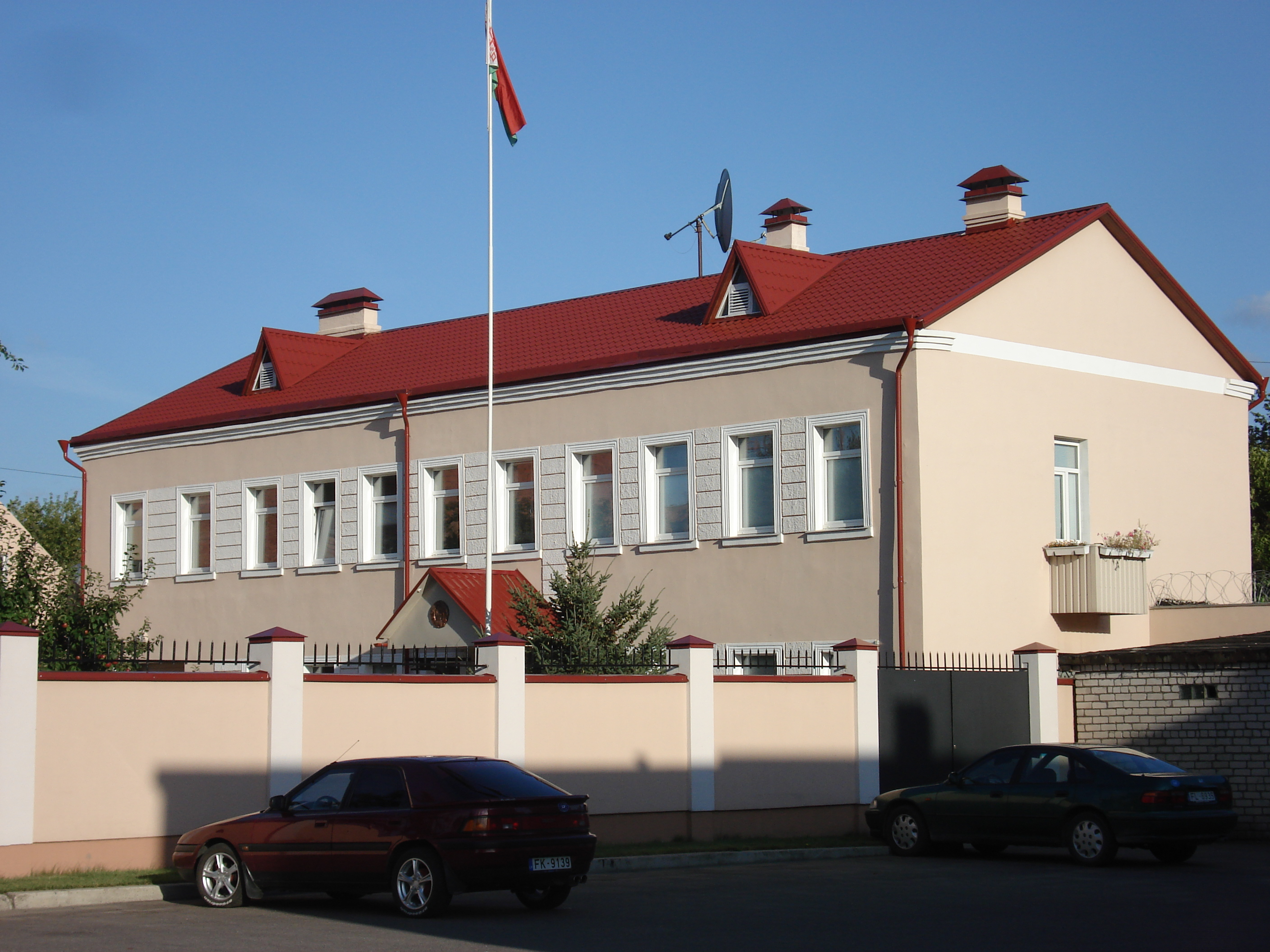
다우가프필스 주재 벨라루스 총영사관

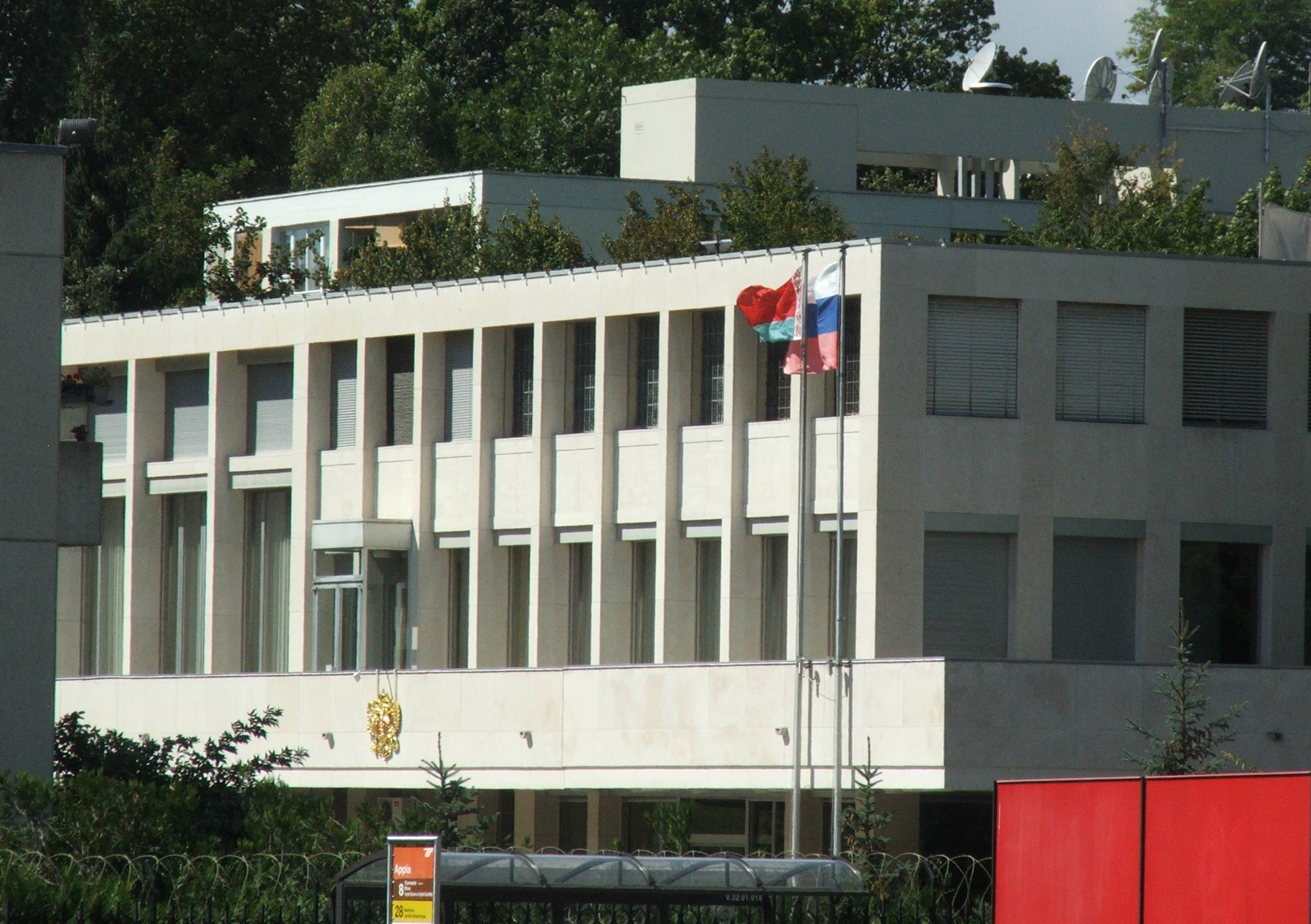
제네바 주재 UN 벨라루스 정부 대표부

벨라루스의 재외공관 목록은 벨라루스 주재 대사관을 각국에 상주시켜 놓는 것을 의미하며 벨라루스의 재외공관을 나열한 목록이다.

## 아프리카
- 이집트
  - 카이로 (대사관)
- 에티오피아
  - 아디스아바바 (대사관)
- 나이지리아
  - 아부자 (대사관)
- 남아프리카 공화국
  - 프리토리아 (대사관)

## 아메리카
- 아르헨티나
  - 부에노스아이레스 (대사관)
- 브라질
  - 브라질리아 (대사관), 리우데자네이루 (총영사관)
- 캐나다
  - 오타와 (대사관)
- 쿠바
  - 아바나 (대사관)
- 에콰도르
  - 키토 (대사관)
- 미국
  - 워싱턴 D.C. (대사관), 뉴욕 (총영사관)
- 베네수엘라
  - 카라카스 (대사관)

## 아시아
- 아르메니아
  - 예레반 (대사관)
- 아제르바이잔
  - 바쿠 (대사관)
- 중화인민공화국
  - 베이징시 (대사관), 상하이시 (총영사관)
- 인도
  - 뉴델리 (대사관)
- 인도네시아
  - 자카르타 (대사관)
- 이란
  - 테헤란 (대사관)
- 이스라엘
  - 텔아비브 (대사관)
- 일본
  - 도쿄도 (대사관)
- 카자흐스탄
  - 아스타나 (대사관)
- 대한민국
  - 서울특별시 (대사관)
- 키르기스스탄
  - 비슈케크 (대사관)
- 몽골
  - 울란바토르 (대사관)
- 파키스탄
  - 이슬라마바드 (대사관)
- 카타르
  - 도하 (대사관)
- 시리아
  - 다마스쿠스 (대사관)
- 타지키스탄
  - 두샨베 (대사관)
- 튀르키예
  - 앙카라 (대사관), 이스탄불 (총영사관)
- 투르크메니스탄
  - 아시가바트 (대사관)
- 아랍에미리트
  - 아부다비 (대사관)
- 우즈베키스탄
  - 타슈켄트 (대사관)
- 베트남
  - 하노이 (대사관)

## 유럽
- 오스트리아
  - 빈 (대사관)
- 벨기에
  - 브뤼셀 (대사관)
- 불가리아
  - 소피아 (대사관)
- 체코
  - 프라하 (대사관)
- 덴마크
  - 코펜하겐 (대사관)
- 에스토니아
  - 탈린 (대사관)
- 핀란드
  - 헬싱키 (대사관)
- 프랑스
  - 파리 (대사관)
- 독일
  - 베를린 (대사관), 뮌헨 (총영사관), 본 (영사 사무소)
- 헝가리
  - 부다페스트 (대사관)
- 이탈리아
  - 로마 (대사관)
- 라트비아
  - 리가 (대사관), 다우가프필스 (총영사관)
- 리투아니아
  - 빌뉴스 (대사관)
- 몰도바
  - 키시너우 (대사관)
- 네덜란드
  - 헤이그 (대사관)
- 폴란드
  - 바르샤바 (대사관), 비아위스토크 (총영사관), 그단스크 (총영사관), 비아와포들라스카 (총영사관)
- 루마니아
  - 부쿠레슈티 (대사관)
- 러시아
  - 모스크바 (대사관), 칼리닌그라드, 카잔, 하바롭스크, 크라스노야르스크, 니즈니노브고로드, 로스토프나도누, 상트페테르부르크, 스몰렌스크, 우파, 예카테린부르크 (분과)[1]
- 세르비아
  - 베오그라드 (대사관)
- 슬로바키아
  - 브라티슬라바 (대사관)
- 스위스
  - 베른 (대사관)
- 우크라이나
  - 키예프 (대사관)
- 영국
  - 런던 (대사관)

## 오세아니아
- 오스트레일리아
  - 캔버라 (대사관)

## 대표부
- EU 벨라루스 정부 대표부: 스트라스부르
- NATO 벨라루스 정부 대표부: 브뤼셀
- UN 벨라루스 정부 대표부: 빈, 뉴욕
- UNESCO 벨라루스 정부 대표부: 파리
- 유럽 안보 협력 기구 벨라루스 정부 대표부: 빈

## 같이 보기
- 벨라루스의 대외 관계